# Rob van Dijk
Rob van Dijk (ur. 15 stycznia 1969 w Voorhout) – holenderski piłkarz występujący na pozycji bramkarza. 
W latach 1992–2012 rozegrał 366 spotkań w Eredivisie.